# Azijski prah
Azijski prah (tudi rumeni prah, rumeni pesek, rumeni veter, kosa ali kitajske peščene nevihte) je meteorološki pojav, ki prizadene velik del Vzhodne Azije skozi vse leto, zlasti v spomladanskih mesecih. Prah izvira iz puščav Kitajske, Mongolije in Kazahstana, kjer hitri površinski vetrovi in močne prašne nevihte dvigajo goste oblake drobnih, suhih delcev zemlje. Te oblake nato prevladujoči vetrovi prenašajo proti vzhodu in prečkajo Kitajsko, Severno in Južno Korejo ter Japonsko, pa tudi dele Ruskega Daljnega vzhoda. Včasih se delci v zraku prenašajo veliko dlje, v znatnih koncentracijah, ki vplivajo na kakovost zraka vse do Združenih držav Amerike.
Od preloma 21. stoletja, ki sovpada s hitro industrializacijo Kitajske, je rumeni prah postal resen zdravstveni problem zaradi povečanja industrijskih onesnaževal, ki jih prah vsebuje. Intenzivnejše dezertifikacije zaradi krčenja gozdov povzroča daljše in pogostejše pojavljanje. Problem se je še poslabšal, ko se je Aralsko jezero v Kazahstanu in Uzbekistanu večinoma izsušilo. To se je začelo v 1960-ih s preusmeritvijo rek Amu Darja in Sir Darja kot del sovjetskega kmetijskega programa za namakanje srednjeazijskih puščav, predvsem za bombažne plantaže.

## Starodavna poročila
Nekateri najzgodnejši pisni zapisi o dejavnosti peščenih neviht so zabeleženi v starodavni kitajski literaturi. Domneva se, da je najzgodnejši kitajski zapis o peščenih nevihtah najden v Žu Šu Dži Nian (kitajsko 竹书纪年; Bambusovi anali). Zapis pravi: v petem letu Di Šina (1150 pr. n. št., Di Šin je bilo ime obdobja kralja Di Šina iz dinastije Šang) je v Bou deževal prah (Bo je kraj v provinci Henan na Kitajskem; v 帝辛五年，雨土于亳).
Prvi znani zapis o azijskem dogodku s prahom v Koreji je iz leta 174 n. št. v času dinastije Silla. Prah je bil znan kot Uto (우토, 雨土), kar pomeni 'Deževanje zemlje/umazanije' in takrat so verjeli, da je posledica jeznega boga, ki je poslal prah namesto dežja ali snega. Posebni zapisi, ki se nanašajo na dogodke azijskega prahu v Koreji, obstajajo tudi iz obdobij Pekče, Gogurjo in Čoson.

## Sestava
Analiza azijskih oblakov prahu, izvedena na Kitajskem leta 2001, je pokazala, da vsebujejo visoke koncentracije silicija (24–32 %), aluminija (5,9–7,4 %), kalcija (6,2–12 %) in železa. Najdene so bile tudi številne strupene snovi, vključno z živim srebrom in kadmijem iz kurjenja premoga.
Ljudje, ki so dlje od vira prahu, so pogosteje izpostavljeni skoraj nevidnim, finim delcem prahu, ki jih lahko nevede vdihnejo globoko v pljuča, saj je grob prah prevelik, da bi ga globoko vdihnili. Po vdihavanju lahko ti delci povzročijo dolgotrajno pljučno fibrozo (brazgotinjenje pljučnega tkiva) ter povzročijo raka in druge vrste pljučnih bolezni.
Žveplo (sestavina kislega dežja), saje, pepel, ogljikov monoksid in druga strupena onesnaževala, vključno s težkimi kovinami (kot so živo srebro, kadmij, krom, arzen, svinec, cink, baker) in drugimi rakotvornimi snovmi, pogosto spremljajo prašne nevihte, skupaj z virusi, bakterijami, glivami, pesticidi, antibiotiki, azbestom, herbicidi, plastičnimi sestavinami, produkti zgorevanja in ftalati, ki posnemajo hormone. Čeprav so znanstveniki vedeli, da lahko medcelinski prašni oblaki prenašajo bakterije in viruse, je »večina ljudi domnevala, da bo [sončna] ultravijolična svetloba sterilizirala te oblake«, pravi mikrobiolog Dale W. Griffin, »zdaj ugotavljamo, da to ne drži.«
Raziskava, opravljena leta 2014, je pokazala, da kitajski prah sestavljajo fini prah in ultrafini prašni delci. Drobni prah sestavljajo fini delci (PM). Delci, manjši od 10 μm v premeru, so razvrščeni kot fini PM (PM10), delci, manjši od 2,5 μm v premeru, pa kot ultrafini PM (PM2,5). Tako fini kot ultrafini prašni delci predstavljajo nevarnost za zdravje. Drobni prašni delci so dovolj majhni, da prodrejo globoko v pljučne alveole. Ultrafini prašni delci so tako majhni, da prodrejo tudi v kri ali limfni sistem skozi pljuča. Ko so enkrat v krvnem obtoku, lahko ultrafini delci dosežejo celo možgane ali organe ploda.

## Vzrok
Glavni vzrok za kitajski prah je dezertifikacija severne Kitajske, Mongolije in Srednje Azije. Dezertifikacija v teh regijah je posledica obsežne sečnje gozdov in obsežnega izkoriščanja obdelovalnih zemljišč. Izvor azijskega prahu je večinoma v državah v razvoju, zato večina teh držav doživlja hitro rast prebivalstva. Študija je pokazala, da sta krčenje gozdov in erozija tal na Kitajskem posredna učinka naraščajočega prebivalstva države. Visoka rast prebivalstva na Kitajskem je povzročila povečano povpraševanje po lesu za stanovanja in pohištvo ter po drveh za kuhanje in ogrevanje. To povečanje povpraševanja po lesu (in drveh) je povzročilo prekomerno sečnjo lesa. Hkrati se je povečalo povpraševanje po hrani, kar je povzročilo erozijo tal zaradi prekomerne paše obdelovalnih zemljišč. Severni del province Šaanši in območje Haiši v provinci Gansu sta bila na primer nekoč območje z gostimi gozdovi, zdaj pa ima regija le še brezlesne gore. Zgodovinsko gledano »ker se kmetje še naprej zanašajo na nizkotehnološke kmetijske tehnike, so morali izkoriščati deviško zemljo, da bi preživljali nenehno rastoče prebivalstvo. To je vodilo v začaran krog. Ker tradicionalne kmetijske tehnike močno temeljijo na človeškem delu, so ljudje še naprej imeli več otrok, kar je posledično vodilo do prekomerne paše.

## Učinki

### Nevarnosti za zdravje
Morda najpomembnejši negativni učinek je na zdravje. Številne študije so pokazale, da ima azijski prah negativen vpliv na delovanje dihal in povečuje pojavnost bolezni dihal. Več raziskovalnih študij, izvedenih v Koreji in na Japonskem, se je osredotočilo na delovanje dihalnih funkcij z merjenjem največjega izdihanega pretoka. Te študije so pokazale, da imajo posamezniki z boleznimi dihal, kot je astma, največ negativnih učinkov. Obstajajo tudi dokazi, da dnevi z azijskim prahom v kombinaciji s smogom vodijo do povečane umrljivosti zaradi bolezni dihal in srca in ožilja med prebivalci prizadetih območij. Nedavna študija je prav tako pokazala, da je PM2,5 povezan s Parkinsonovo boleznijo in drugimi nevrološkimi boleznimi. The OECD je v Južni Koreji do leta 2060 napovedal 1069 prezgodnjih smrti na milijon prebivalcev, ki jih je mogoče neposredno pripisati poslabšanju onesnaženosti zraka.
Območja, ki jih je prizadel prah, imajo zmanjšano vidljivost, znano pa je, da prah povzroča različne zdravstvene težave, vključno z vnetim grlom in astmo pri sicer zdravih ljudeh. Pogosto se ljudem svetuje, naj se izogibajo dejavnostim na prostem ali jih čim bolj zmanjšajo, odvisno od resnosti neurij. Za tiste, ki že imajo astmo ali okužbe dihal, je to lahko usodno. Dokazano je, da prah v eni prizadeti regiji poveča dnevno stopnjo umrljivosti za 1,7 %.

### Omejitve dejavnosti na prostem
Zaradi zaskrbljujočih vplivov na zdravje so prebivalci prizadetih regij zmanjšali svojo izpostavljenost azijskemu prahu z izogibanjem dejavnostim na prostem. Kljub dvigu temperature na tople ravni spomladi so priljubljene destinacije na prostem prazne v dneh z opozorilom ali opozorilom glede rumenega prahu. Glede na anketo iz leta 2019 je 97 % Korejcev poročalo, da so v času ankete trpeli zaradi fizične ali duševne stiske zaradi azijskega prahu, vključno z drobnim prahom.
Ker so otroci med najbolj ranljivimi za drobne prašne delce, so prizadete države pripravile ukrepe za zmanjšanje škodljivih vplivov na otroke; leta 2017 je južnokorejsko ministrstvo za izobraževanje od vseh osnovnih in srednjih šol zahtevalo, da ustvarijo notranje prostore za šport in dejavnosti na prostem. Podobna prizadevanja se pojavljajo tudi v profesionalnem športu. Leta 2019 je Korejska baseball organizacija spremenila svoje predpise, da bi med opozorilom glede močnega drobnega prahu odpovedala ali začasno ustavila profesionalne tekme.

### Vpliv na panoge
Poleg stroškov, ki jih imajo posamezniki, je porast azijskega prahu povzročil mešane finančne učinke v različnih panogah. Prvič, letalska industrija se sooča z zunanjimi stroški zaradi vse večje intenzivnosti azijskega prahu. Prah, ki se nabere na površini letala, lahko zmanjša vzgon kril in reagira z vlago, kar povzroči korozijo površine letala in razbarvanje barve. Posledično letalske družbe z letali na prizadetem območju spomladi, ko so ravni azijskega prahu najvišje, porabijo čas in denar za čiščenje prahu s svojih letal. Za čiščenje prahu z enega samega velikega letala B747 običajno potrebujejo 6000 litrov vode in osem ur dela, pri čemer dela devet ljudi. Čeprav so odpovedi zaradi rumenega prahu redke, se leti odpovedujejo zaradi slabe vidljivosti v dneh z največjo količino prahu.
Po drugi strani pa je azijski prah v nekaterih panogah povzročil tudi nekatere pozitivne učinke. Povpraševanje po izdelkih za boj proti azijskemu prahu se je znatno povečalo. V obdobju visokih ravni finega prahu leta 2019 se je prodaja mask za obraz in čistilcev zraka v primerjavi z enakim obdobjem leta 2018 povečala za 458 % oziroma 414 %. Prodaja sušilnikov se je v istem obdobju povečala za 67 %, saj sušenje na prostem ni bilo več mogoče.

### Socialno-ekonomski stroški
Izračun socialno-ekonomskih stroškov rumenega prahu je zahtevna naloga. Zahteva oceno negativnih učinkov na zdravje, oportunitetnih stroškov dejavnosti na prostem, stroškov preventivnih ukrepov in psihološke stiske. Vendar pa je raziskovalna študija ocenila skupne socialno-ekonomske stroške rumenega prahu z uporabo tehnik, vključno z analizo vhodno-izhodnih stroškov, integracijo tehnike okoljsko-ekonomskega vrednotenja, metodo pogojnega vrednotenja itd. Glede na to študijo so skupni socialno-ekonomski stroški škode zaradi rumenega prahu v Južni Koreji leta 2002 ocenjeni na med 3,9 in 7,3 milijarde ameriških dolarjev. To predstavlja med 0,6 % in 1,0 % BDP države ter 81,48 in 152,52 ameriških dolarjev na prebivalca države.
Druga študija, ki se je osredotočila na skupne gospodarske vplive rumenih prašnih neviht v Pekingu, je ugotovila, da so te predstavljale več kot 2,9 % BDP mesta v letu 2000.

### Porazdelitev hranil
Azijski prah je zgodovinsko pomemben dejavnik hranil v tleh za nekatere severnopacifiške otoke, vključno s Havaji.

## Resnost
Azijski prah ni nov pojav. Zgodovinsko gledano so bili zapisi o pojavu azijskega prahu zabeleženi že leta 1150 pr. n. št. na Kitajskem in leta 174 n. št. v Koreji. Vendar uradni vremenski podatki kažejo na močno povečanje njegove resnosti in pogostosti.
V zadnjem pol stoletja se je število dni s poročili o azijskem prahu povečalo za petkrat. Glede na analizo podatkov Korejske meteorološke uprave (KMA) je bilo povprečno število dni z azijskim prahom v danem letu v 1960-ih približno dva. Vendar se je to število v 2000-ih povečalo na 11. V 1960-ih in 1970-ih je imelo vsako desetletje 3 leta brez azijskega prahu. Vendar pa od 2000-ih naprej ni bilo niti enega leta brez azijskega prahu. V samo štirih mesecih leta 2018 je provinca Gjongi v Južni Koreji izdala 42 opozoril in nasvetov glede prahu, kar se je povečalo s 36 v istem obdobju leta 2017. To odraža povečanje povprečne koncentracije prahu s 132,88 ppm (delcev na milijon) leta 2017 na 149 ppm leta 2018. Razmere se poslabšujejo, saj se prašni delci zadržujejo v zraku dlje časa. Povprečno trajanje se je v zadnjih dveh letih povečalo s 16,3 ure na 19,8 ure.
Azijski prah je v kombinaciji s smogom in splošnim onesnaženjem zraka postal tako hud, da je postal politično vprašanje na južnokorejskih predsedniških volitvah leta 2017. Vsi trije glavni kandidati na volitvah – Moon Jae-in, Ahn Cheol-soo in Hong Joon-pyo – so obljubili, da bodo sprejeli ukrepe za ublažitev teh naraščajočih nacionalnih težav z onesnaženostjo zraka. V prvih nekaj mesecih leta 2017 je imel Seul dvakrat več opozoril glede ultrafinega prahu, med katerimi so ljudem svetovali, naj omejijo dejavnosti na prostem in ostanejo v zaprtih prostorih, v primerjavi z letom 2016.
Šanghaj je 3. aprila 2007 zabeležil indeks kakovosti zraka 500. V ZDA se indeks 300 šteje za "nevarnega", vse nad 200 pa za "nezdravo". Dezertifikacija se je na Kitajskem okrepila, saj je 1.740.000 km2 zemlje "suhega", kar moti življenja 400 milijonov ljudi in povzroča neposredne gospodarske izgube v višini 54 milijard juanov (7 milijard ameriških dolarjev) na leto, kažejo podatki SFA. Te številke so verjetno močno podcenjene, saj upoštevajo le neposredne učinke, ne da bi vključili zdravstvene, onesnaževalne in druge sekundarne učinke, pa tudi učinke na sosednje države.
El Niño igra vlogo tudi pri azijskih peščenih nevihtah, saj lahko zimski led prepreči, da bi prah odnesel s kopnega.